# Moriz von Lyncker

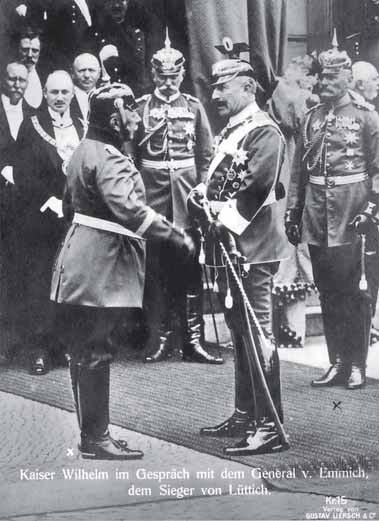
Lyncker (phải) quan sát Kaiser Wilhelm II và người thắng trận Liège, tướng Otto von Emmich, 1914.

Moriz Freiherr von Lyncker (30 tháng 1 năm 1853 – 20 tháng 1 năm 1932) là một nhà quân sự Phổ trong thời kỳ Đế quốc Đức và là Bộ trưởng Nội các Quân sự Phổ.

## Cuộc đời
Lyncker chào đời ngày 30 tháng 1 năm 1853 tại Spandau, Phổ trong một gia đình quân sự. Thân phụ ông, nhạc phụ ông và hai người anh trai của ông đều là sĩ quan. Ông đã tham gia trong cuộc Chiến tranh Pháp-Đức (1870 – 1871), và hai người con trai của ông đã tử trận trong cuộc Chiến tranh thế giới thứ nhất.
Sau khi tướng Dietrich von Hülsen-Haeseler, Bộ trưởng Nội các Quân sự Phổ, đột ngột từ trần, von Lyncker đã được bổ nhiệm vào chức vụ này vào ngày 17 tháng 11 năm 1908. Ông điều hành các vấn đề nhân sự của quân đội Phổ và trong cuộc Chiến tranh thế giới thứ nhất, ông là một trong những tùy tùng thân cận nhất của Đức hoàng Wilhelm II. Ông đã hiện diện trong Hội đồng Chiến tranh Đế quốc Đức ngày 8 tháng 12 năm 1912 nổi tiếng.
Ông từng được đánh giá là "ngây thơ về chính trị, tầm thường về trí thuệ, với lòng tôn sùng ngoan ngoãn dành cho Wilhelm II."
Mặt khác, trong khi Chiến tranh thế giới thứ nhất tiếp diễn và Đức hoàng lui vào một bầu không khí của "nỗi sợ hãi thế giới và sự rút chạy khỏi thực trạng", ông đã tích cực cộng tác với Georg Alexander von Müller, Bộ trưởng Nội các Hải quân Đế quốc Đức, để thuyết phục Đức hoàng giành nhiều thời gian đến việc điều hành chính phủ tại Berlin.
Vào ngày 10 tháng 8 năm 1914, ông tính chuyện thay chức Tổng tham mưu trưởng của Helmuth von Moltke bằng Erich von Falkenhayn. Sau thất bại của von Moltke trong trận chiến Marne, ông có bổn phận phải thuyết phục ông này từ chức.
Sau năm 1915, ông chủ trương trung hòa các mục tiêu của Đức để đạt được hòa bình, nhưng vẫn yêu cầu Đế quốc phải giữ Bỉ hoặc ít nhất là các hải cảng của Bỉ để sử dụng với mục đích chống Anh trong tương lai. Giống như Falkenhayn, ông mong muốn thỏa hiệp với Đế quốc Nga và giành một chiến thắng quân sự lớn trước Anh và Pháp.
Ông từ trần ngày 20 tháng 1 năm 1932 tại Demnitz, Đức.